# Megas XLR
『ロボテック Megas XLR』(Megas XLR)は、アメリカ合衆国のテレビアニメ。カートゥーンネットワークスタジオ制作。当初は2003年12月に放送予定だったが延期となり、2004年5月1日から2005年4月26日までカートゥーンネットワークのTOONAMI内で放送された。全2シーズン、26話。日本未放送。

## 概要
Jody Schaefferとジョージ・クルスティッチが制作したこのアニメは、日本のアニメの影響を受けている。英語版オープニングテーマはRagtime Revolutionaries の"Megas XLR Theme (Chicks Dig Giant Robots)" だったが、後期はDeathwish 9が主題歌を担当した。
当初のタイトルはロボテック ローブラウ (Robotech: LowBrow) で、パイロット版が2002年のカートゥーンネットワーク主催のサマーフェスティバルで、他の8つのカートゥーンカートゥーンのパイロット作品と共に公開された。視聴者投票でLowBrowが上位に上がったことから放送が決まり、Megas XLRとタイトルを変えた。2004年5月1日に延期になった。打ち切りされる前後までに、カートゥーンネットワークの宣伝にこの作品のキャラクターが2Dもしくは3DCGIで登場した。
現在Megas XLRはこの作品の共同制作者であるGeorge Krstic原作の漫画としてDCコミックスの Cartoon Network Action Packに掲載されている。

## あらすじ
西暦3037年、地球連合はグローブトなる異星人と戦いを続けていた。地球と自分たちの種をせん滅から守るべく、地球のレジスタンスたちはグローブトからAvatarとして知られる巨大強攻型攻撃系歩行バン/マッスルカー/戦車/オートジャイロハイブリッド結合半ウォーボット神ディノサウロイドを盗んで改造し、超時空ロボレジェンドMegas-01-12 XLR (Super Dimensional Robolegend Megas-01-12 XLR: Mechanized Earth Guard Attack System "LowBrow" Model No. 01 Type No. 12 X-tra Large Robot "Test Drive") と名付けた。西暦 3035年に地球連合がグローブトに氾濫して敗れたBattle of the Last StandにMegasを送り込むことを地球連合は計画するがグローブトが地球連合を襲った。チームMegasの乗組長と計画の首謀者の一人であるキバは自分のメカからそれを送り込むことにした。そうしている間、Megasのマッスルカードローンクマ (Lucuma "Cuma") はグローブトに吹き飛ばされ、時間航行装置のミスでそのロボットは1936年についてしまった。Megasはアメリカ合衆国ジャージー市のがらくた置き場に着いた。時は流れて2004年。少年クープはMegasを2ドルで買い（ただしわざわざ払うようなことはしなかった）、 Megasを改造して。
キバとグローブトたちもMegasを取り戻そうと, クープたちのいる時代へやってきた。クープが車の部品とゲームのコントローラでMegasを操縦できるように改造してしまったため、今までのように操縦できないとわかった キバは3037年へ帰るためにも クープを指導していくことになった。

## 登場人物
ビッグハロルド・クープ (Big Harold Coop)
声 - デビッド・デルイーズ
主人公。食いしん坊のチームMegasのリーダーとレーサーでゲームと車が好きな肥満児。たいてい12と書かれたシャツを着ている。
正義感は強く、最終回では荒れ果てたジャージー市でイービルクープと戦った。
キーバ・アンドルー (Kiva Andru)
声- ウェンディー・リー
ジェイミー (Jamie)
声 - スティーヴン・ブルーム
クープの親友であるチームMegasの怠け者の運搬人。Megasでひと儲けして女の子たちにもてようとするがいつも失敗する。
ゴート (Goat)
声 - スコット・リーンエッカー
ゴリアテ (Gorrath)
声 - クランシー・ブラウン、ミック・フォーリー（バイロット版）
マグナニモス (Magnanimous)
声 - ブルース・キャンベル
ザレク (Zarek)
ジェフ・ベネット
カール (Carl)
声 -ピーター・カレン
グローブト司令官 (Glorft Commander)
声 -ケビン・マイケル・リチャードソン
ギャラクシア (Galaxia)
声 -ジャニス・カワエ

## 放映リスト

### シーズン1
| 話数 | サブタイトル                   | 脚本                                | 演出               |
| ---- | ------------------------------ | ----------------------------------- | ------------------ |
| 1    | Test Drive                     | ジョージ・クルスティッチ            | クリス・ペノスキー |
| 2    | Battle Royale                  | アラン・マッツ                      | クリス・ペノスキー |
| 3    | All I Wanted Was a Slushie     | ジャック・モナコ                    | クリス・ペノスキー |
| 4    | The Fat and the Furious        | マイケル・クレイマー                | クリス・ペノスキー |
| 5    | Buggin' the System             | マイケル・クレイマー                | クリス・ペノスキー |
| 6    | TV Dinner                      | アラン・マッツ                      | クリス・ペノスキー |
| 7    | Breakout                       | ジャック・モナコ                    | クリス・ペノスキー |
| 8    | Dude, Where's My Head?         | アラン・マッツ マイケル・クレイマー | クリス・ペノスキー |
| 9    | Bad Guy                        | ジョージ・クルスティッチ            | クリス・ペノスキー |
| 10   | Junk in the Trunk              | ジャック・アルヴィノ                | クリス・ペノスキー |
| 11   | DMV: Dept. of Megas Violations | ジャック・モナコ                    | クリス・ペノスキー |
| 12   | Coop D'Etat                    | ジャック・アルヴィノ                | クリス・ペノスキー |
| 13   | The Driver's Seat              | ジョージ・クルスティッチ            | クリス・ペノスキー |

### シーズン2
| 話数 | サブタイトル                         | 脚本                                    | 演出                        |
| ---- | ------------------------------------ | --------------------------------------- | --------------------------- |
| 14   | Ultra Chicks                         | アラン・マッツ                          | ケルシー・マン              |
| 15   | The Return                           | アラン・マッツ ジャック・モナコ         | スー・ペロット              |
| 16   | Don't Tell Mom the Babysitter's Coop | ジャック・アルヴィノ                    | ケルシー・マン              |
| 17   | Viva Las Megas                       | ジャック・モナコ                        | ケルシー・マン              |
| 18   | Thanksgiving Throwdown               | フォード・ライリー                      | ケルシー・マン              |
| 19   | S-Force S.O.S.                       | ジョージ・クルスティッチ ジーク・カム   | スー・ペロット ジョナ・リー |
| 20   | Space Booty                          | ジョージ・クルスティッチ アラン・マッツ | スー・ペロット              |
| 21   | Terminate Her                        | ジャック・モナコ                        | ケルシー・マン              |
| 22   | Ice Ice Megas                        | フォード・ライリー                      | ジョナ・リー                |
| 23   | A Clockwork Megas                    | ジャック・アルヴィノ                    | スー・ペロット              |
| 24   | Universal Remote                     | アラン・マッツ ジャック・モナコ         | スー・ペロット              |
| 25   | Rearview Mirror, Mirror, Part 1      | ジョージ・クルスティッチ アラン・マッツ | ケルシー・マン              |
| 26   | Rearview Mirror, Mirror, Part 2      | ジョージ・クルスティッチ                | ケルシー・マン              |